# Rosco Gordon
Rosco Gordon est un chanteur et un compositeur afro-américain de rhythm and blues et de blues, né le 10 avril 1928 à Memphis et mort le 11 juillet 2002 à New York. Il fit partie des « Beale Streeters », un groupe informel de musiciens pionniers du Memphis blues. Rosco Gordon a contribué à populariser un style rythmique de piano connu sous le nom de « The Rosco Rhythm », qui deviendra l'une des bases des musiques ska et reggae.
Son utilisation de la syncope, répandue dans le boogie-woogie depuis les années 1930, notamment chez Louis Jordan & His Tympani Five (Choo Choo Ch'Boogie, 1946) est également marquée chez le pianiste de la Nouvelle-Orléans Professor Longhair. Elle est par exemple présente sur les titres de Rosco Gordon No More Doggin' (1951), Hey Hey Girl (1955) ou encore Booted (1951). L'influent pianiste jamaïcain Theophilus "Easy Snappin'" Beckford était un admirateur de Rosco Gordon.

## Biographie
Rosco Gordon apprit le piano dans sa jeunesse et fut influencé par Nat King Cole, Charles Brown, et les musiciens de Beale Street à Memphis. Il commença à enregistrer dans les années 1950 grâce au producteur Sam Phillips. En 1952, Booted atteignit la première place du hit-parade rhythm and blues. Ce succès fut suivi la même année par No More Doggin, puis en 1959 par Just a Little Bit, qui fut notamment repris par Elvis Presley et les Beatles,.
Gordon ne toucha pas de royalties sur les morceaux composés dans les années 1950, ce qui le poussa à quitter provisoirement le monde de la musique. En 1962, il s'installa avec son épouse, la chanteuse Barbara Kerr, dans la circonscription du Queens, à New York. Il enregistra pour divers labels durant les années 1960 et 1970, et récupéra finalement les droits sur ses anciennes chansons. En 2000, le label indépendant Stony Plain édita l'album Memphis Tennessee, auquel participa Duke Robillard. En 2002, Gordon apparut dans le documentaire La Route de Memphis (The Road to Memphis) du réalisateur Richard Pearce. Ses derniers enregistrements parurent en 2005 sur l'album No Dark in America,.

## Discographie partielle

### Albums
- Memphis, Tennessee, Stony Plain, 2000
- No Dark in America, Dualtone Music Group, 2005

### Compilations
- Bootin': The Best of the RPM Years, Ace Records, 1998
- The Very Best of Rosco Gordon: Just a Little Bit, Vee Jay, 2001
- A Proper Introduction to Rosco Gordon: No More Doggin, Proper Introduction, 2004